# 露比·雷马蒂
露比·雷马蒂（英語：Ruby Remati，2002年8月14日—），美国女子花样游泳运动员，2019年泛美运动会女子双人和集体铜牌得主、2023年泛美运动会女子双人和集体银牌得主、2024年夏季奥林匹克运动会集体银牌得主。